# Camill Heller
Pour les articles homonymes, voir Heller.
Camill Heller, né le 26 septembre 1823 près de Teplitz dans le royaume de Bohême et mort le 25 février 1917 à Innsbruck, est un zoologiste autrichien.

## Carrière
Camill Heller étudie la médecine et la zoologie à l'université de Vienne et reçoit son diplôme en 1849. Il est professeur de zoologie et d'anatomie comparée à l'université de Cracovie (alors possession autrichienne) de 1858 à 1863. De 1863 à 1894, il est professeur de zoologie à l'université d'Innsbruck.
Il s'est intéressé particulièrement aux crustacés, mais a aussi étudié les Ectoprocta, Echinodermata, Pycnogonida et les Tunicata. Il a rédigé le IVe tome de la partie zoologique, concernant les crustacés, du rapport de l'expédition du Novara (1857-1859), intitulé Reise der Österreichischen Fregatte Novara um die Erde, in den Jahren 1857-1859 unter den Befehlen des Commodore B. von Wüllersstorf-Urbair [en français : Voyage de la frégate autrichienne Novara autour du monde, en 1857-1859, sous le commandement du capitaine B. von Wüllerstorf-Urbair.]
Il meurt à l'âge de quatre-vingt-treize ans.

## Source
- (de) Cet article est partiellement ou en totalité issu de l’article de Wikipédia en allemand intitulé « Camill Heller » (voir la liste des auteurs).